# Ilia Topuria
Ilia Topuria (ur. 21 stycznia 1997 w Halle) – gruzińsko-hiszpański zawodnik mieszanych sztuk walki (MMA). Od 2020 roku walczy dla organizacji UFC, w której w latach 2024-2025 był mistrzem w wadze piórkowej oraz od czerwca 2025 jest mistrzem w wadze lekkiej. 

## Życiorys
Urodził się w Halle, w Niemczech. Jego rodzice pochodzili z Gruzji. W wieku 7 lat przeniósł się z rodziną do tego kraju, gdzie w szkole zaczął trenować zapasy w stylu klasycznym. W wieku 15 lat przeniósł się do Alicante w Hiszpanii, gdzie zaczął ćwiczyć mieszane sztuki walki w klubie Climent. W 2015 roku zadebiutował profesjonalnie, tocząc pierwsze walki na lokalnych galach MMA.

## Kariera MMA

### Wczesna kariera
Pierwsze kroki w zawodowej karierze Topuria stawiał w Hiszpanii, gdzie w latach 2015 - 2016 stoczył cztery zwycięskie pojedynki. Pierwszą walkę poza Hiszpanią stoczył w kwietniu 2018 roku, na fińskiej gali Cage 43, gdzie zwyciężył przez poddanie w pierwszej rundzie.   

### Walka dla Cage Warriors i Brave CF
W tym samym roku stoczył walkę dla organizacji Cage Warriors, gdzie pokonał Briana Boulanda przez poddanie w pierwszej rundzie. Efektowne zwycięstwa zaowocowały kontraktem z organizacją Brave CF, dla której stoczył dwa zwycięskie pojedynki. 

### UFC
W 2020 roku niepokonany Topuria podpisał kontrakt z organizacją UFC, a jego debiut przypadł na październikową galę UFC Fight Night: Moraes vs Sandhagen. Topuria wygrał przez jednogłośną decyzję.  
W kolejnej walce zmierzył się z Damonem Jacksonem na mającej miejsce w grudniu gali UFC on ESPN: Hermansson vs Vettori. Wygrał walkę przez nokaut w pierwszej rundzie. 
Kolejną walkę stoczył 10 lipca 2021 na gali UFC 264. Topuria błyskawicznie rozprawił się z Ryanem Hallem, którego znokautował w pierwszej rundzie. 
Topuria miał zmierzyć się z Mowsarem Ewlojewem w terminie 22 stycznia 2022 na gali UFC 270, jednak Ewlojew wycofał się z walki z nieujawnionych powodów i został zastąpiony przez Charlesa Jourdaina. Finalnie jednak do walki nie doszło, ponieważ Topuria został wycofany z występu z powodu kłopotów medycznych związanych ze zbijaniem wagi. 
Kolejną walkę stoczył 19 marca 2022 podczas UFC Fight Night 204, gdzie zwyciężył z Jai Herbertem przez nokaut w drugiej rundzie. Jego występ nagrodzony został bonusem za "występ wieczoru".
Podczas gali UFC Fight Night, która odbyło się 29 października 2022 miał podjąć Brazylijczyka, Edsona Barbozę, ale wypadł on z walki z powodu kontuzji kolana. Nowym rywalem Topurii na gali UFC 282 został niepokonany Bryce Mitchell. W drugiej rundzie rozbił i poddał duszeniem trójkątnym rękoma Amerykanina, zadając mu pierwszą w karierze porażkę w karierze. Po walce został nagrodzony bonusem za występ wieczoru.
W walce wieczoru gali UFC on ABC: Emmett vs. Topuria, która odbyła się 24 czerwca 2023 zmierzył się z byłym pretendentem do pasa, Joshem Emmettem. Dominując przez pełen dystans zwyciężył jednogłośną decyzją sędziów, którzy punktowali dla niego 49-45, 50-44 i 50-42. Po walce organizacja nagrodziła obu zawodników bonusem za najlepszą walkę wieczoru.

#### Mistrz wagi piórkowej UFC
20 stycznia 2024 na gali UFC 297 miał zmierzyć się z Alexandrem Volkanovskim o jego mistrzostwo wagi piórkowej. W późniejszym czasie Volkanovski został wybrany do walki z Isłamem Machaczewem o mistrzostwo UFC w wadze lekkiej na UFC 294. W związku z tym walka Topuriy z Volkanovskim została przesunięta na przypadającą 17 lutego 2024 galę UFC 298.  W pojedynku wieńczącym to wydarzenie znokautował Australijczyka mocnym prawym hakiem w drugiej rundzie, zdobywając mistrzowski tytuł. Topuria jako nowy mistrz wagi piórkowej został nagrodzony przez organizację kolejnym bonusem w kategorii występ wieczoru. Dodatkowo zakwalifikował się na 5 miejsce w rankingu najlepszych zawodników UFC bez podziału na dywizje.
26 października 2024 na gali UFC 308 w Abu Zabi przystąpił do pierwszej obrony pasa, mierząc się z byłym mistrzem, Maxem Holloway'em. Wygrał walkę przez nokaut w trzeciej rundzie, co doprowadziło do pierwszej porażki przez nokaut w karierze Hollowaya. Za swój występ i obronę pasa został nagrodzony bonusem za najlepszy występ wieczoru. 

#### Zwakowanie pasa i zmiany pseudonimu
Pomimo plotek o rewanżu pomiędzy Topurią a Volkanovskim, 19 lutego 2025 ogłoszono, że Topuria zwakuje mistrzostwo wagi piórkowej, gdy tylko rozpocznie się główna walka o mistrzostwo na gali UFC 314.
25 marca 2025 ujawnił hiszpańskim mediom, że jego nowy pseudonim będzie brzmiał „La Leyenda”, co po angielsku oznacza „Legenda”. 8 maja tego samego roku ogłosił powrót do pierwotnego pseudonimu – „El Matador”.

#### Przejście do wagi lekkiej
28 czerwca 2025 w walce wieczoru gali UFC 317 w Las Vegas, skrzyżował rękawice z byłym mistrzem UFC wagi lekkiej, Charlesem Oliveirą. Znokautował Brazylijczyka już pierwszej rundzie kombinacją ciosów, kolejno – prawy sierpowy, lewy sierpowy oraz ciosy młotkowe. Topuria po raz kolejny otrzymał od organizacji bonus za występ wieczoru

## Życie prywatne

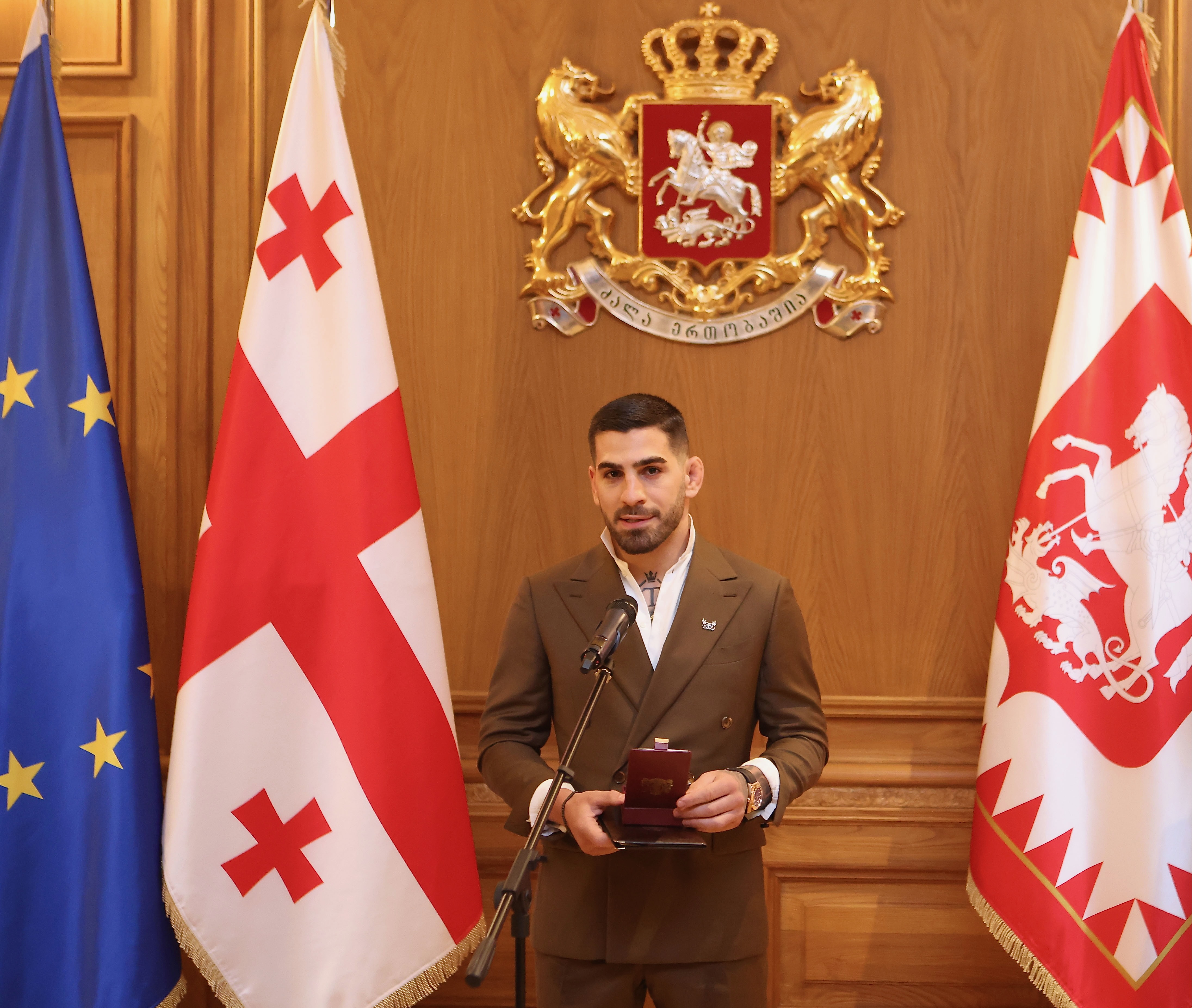
Ilia Topuria podczas uroczystości odznaczenia go Orderem Honoru.

Topuria mówi biegle po gruzińsku i trochę po megrelsku. Topuria i jego partnerka mają syna (ur. 2019).
5 marca 2024 uzyskał obywatelstwo hiszpańskie po ogłoszeniu tego przez Radę Ministrów na konferencji prasowej.
21 marca 2024 został odznaczony Orderem Honoru przez Prezydenta Gruzji - Salome Zurabiszwili w Pałacu Orbeliani w Tbilisi.

## Osiągnięcia

### Mieszane sztuki walki
- Mix Fight Events
  - 2016: Mistrz MFE w wadze piórkowej[59]
- Ultimate Fighting Championship
  - 2024-2025: Mistrz UFC w wadze piórkowej[7][8]
  - 2024: 5 miejsce w rankingu najlepszych zawodników UFC bez podziału na dywizje[43]
  - 2025: Mistrz UFC w wadze lekkiej[9]

- MMAjunkie.com
  - 2022: Poddanie miesiąca grudzień vs. Bryce Mitchell[60]

## Lista zawodowych walk w MMA
| Wynik   | Bilans | Przeciwnik (bilans przed walką) | Rozstrzygnięcie                            | Runda | Czas | Rozgrywki                             | Data       | Miejsce      | Uwagi |
| ------- | ------ | ------------------------------- | ------------------------------------------ | ----- | ---- | ------------------------------------- | ---------- | ------------ | --- |
| Wygrana | 17-0   | Charles Oliveira (35-10. 1 NC)  | KO (prawy, lewy sierpowy i ciosy młotkowe) | 1     | 2:27 | UFC 317                               | 28.06.2025 | Las Vegas    | Zdobył wakujący pas mistrzowski UFC w wadze lekkiej. Main Event. Bonus za występ wieczoru.                                              |
| Wygrana | 16-0   | Max Holloway (26-7)             | KO (lewy sierpowy)                         | 3     | 1:34 | UFC 308                               | 26.10.2024 | Abu Zabi     | Obronił pas mistrzowski UFC w wadze piórkowej. Bonus za występ wieczoru. Main Event                                                     |
| Wygrana | 15-0   | Alexander Volkanovski (26-3)    | KO (prawy hak)                             | 2     | 3:32 | UFC 298                               | 17.02.2024 | Anaheim      | Zdobył pas mistrzowski UFC w wadze piórkowej. Bonus za występ wieczoru. Main Event                                                      |
| Wygrana | 14-0   | Josh Emmett (18-3)              | Decyzja (jednogłośna)                      | 5     | 5:00 | UFC on ABC 5: Emmett vs. Topuria      | 24.06.2023 | Jacksonville | Bonus za walkę wieczoru. Main Event |
| Wygrana | 13-0   | Bryce Mitchell (15-0)           | Poddanie (duszenie trójkątne rękoma)       | 2     | 3:10 | UFC 282                               | 10.12.2022 | Las Vegas    | Powrót do wagi piórkowej. Bonus za występ wieczoru.                                                                                     |
| Wygrana | 12-0   | Jai Herbert (11-3)              | KO (ciosy pięściami)                       | 2     | 1:07 | UFC Fight Night: Volkov vs. Aspinall  | 19.03.2022 | Londyn       | Debiut w wadze lekkiej. Bonus za występ wieczoru.                                                                                       |
| Wygrana | 11-0   | Ryan Hall (8-1)                 | KO (ciosy pięściami)                       | 1     | 4:47 | UFC 264                               | 10.07.2021 | Las Vegas    | |
| Wygrana | 10-0   | Damon Jackson (18-3-1)          | KO (ciosy pięściami)                       | 1     | 2:38 | UFC on ESPN: Hermansson vs Vettori    | 05.12.2020 | Las Vegas    | |
| Wygrana | 9-0    | Youssef Zalal (10-2)            | Decyzja (jednogłośna)                      | 3     | 5:00 | UFC Fight Night: Moraes vs. Sandhagen | 11.10.2020 | Abu Zabi     | Debiut w UFC. |
| Wygrana | 8-0    | Stephen Goncalves (6-1)         | KO (ciosy pięściami)                       | 1     | 3:42 | Brave CF 29                           | 15.11.2019 | Madinat Isa  | |
| Wygrana | 7-0    | Luis Gomez (0-0)                | Poddanie (balacha z trójkąta nogami)       | 1     | 1:15 | Brave CF 26                           | 07.09.2019 | Bogota       | Powrót do wagi piórkowej. |
| Wygrana | 6-0    | Brian Bouland (7-1)             | Techniczne poddanie (anakonda)             | 1     | 1:39 | Cage Warriors 94                      | 16.06.2018 | Antwerpia    | Pojedynek o pas mistrzowski Cage Warriors w wadze koguciej. Topuria nie wykonał wagi, przez co nie kwalifikował się do zdobycia tytułu. |
| Wygrana | 5-0    | Mika Hamalainen (8-1)           | Poddanie (duszenie gilotynowe)             | 1     | 3:35 | CAGE 43                               | 28.04.2018 | Helsinki     | Debiut w wadze koguciej. |
| Wygrana | 4-0    | Jhon Guarin (0-0)               | Poddanie (duszenie gilotynowe)             | 2     | 2:50 | Mix Fight Events 2                    | 05.11.2016 | Walencja     | Zdobył mistrzostwo MFE w wadze piórkowej.                                                                                               |
| Wygrana | 3-0    | Daniel Vasquez (0-0)            | Poddanie (duszenie zza pleców)             | 1     | 1:50 | Mix Fight Events                      | 07.05.2016 | Alicante     | Limit umowny do 63,9 kg. |
| Wygrana | 2-0    | Martin El Chalibi (0-0)         | Poddanie (duszenie zza pleców)             | 1     | 1:03 | Climent Show MMA 4                    | 09.05.2015 | Alicante     | |
| Wygrana | 1-0    | Francisco Javier Asprilla (3-5) | Poddanie (trójkąt rękoma)                  | 1     | 3:30 | West Coast Warriors                   | 04.04.2015 | Walencja     | |